# Aetigkofen
Aetigkofen (también Ätigkofen) es una comuna suiza del cantón de Soleura, situada en el distrito de Bucheggberg. Limita al norte y noreste con la comuna de Mühledorf, al sureste con Unterramsern, al sur con Messen, y al oeste con Lüterswil-Gächliwil.